# Bride Flight
Bride Flight ist ein niederländisches Filmdrama aus dem Jahr 2008 unter der Regie von Ben Sombogaart. Der Film war in den Niederlanden ein großer Erfolg.

## Handlung
Der Film handelt von niederländischen Auswanderern nach dem Zweiten Weltkrieg in Neuseeland. Ada, Esther, Marjorie und Frank treffen sich 1953 auf dem KLM-Flug nach Neuseeland. Ada und Frank verlieben sich auf dem Flug ineinander, die schwangere Ada heiratet dann aber Derk, den Vater ihres Kindes, dem sie nach Neuseeland gefolgt ist. Er gehört einer strenggläubigen reformierten Kirchengemeinde an und Ada ist zunächst über die schwierigen Anfangsbedingungen schockiert. Die lebenslustige Marjorie heiratet ebenfalls in Neuseeland, kann aber nach einer Fehlgeburt keine Kinder mehr bekommen. Die glamouröse Esther, die als Jüdin ihre Verwandten im Zweiten Weltkrieg verlor und Schuldgefühle als einzige Überlebende hat, bekommt ein Kind nach einer Affäre mit Frank, überlässt es Marjorie und verfolgt stattdessen ihre Karriere in der Modebranche. Sie vereinbarten, über Esthers Mutterschaft Schweigen zu bewahren. Frank gründet ein Weingut. Er bleibt brieflich mit Ada in Kontakt und beide treffen sich noch einmal. Ada, die von der strenggläubigen Kirchengemeinde aufgefordert wird, ihre Beziehung abzubrechen, kann sich wegen ihrer Kinder nicht entschließen, mit Frank ein neues Leben zu beginnen. Marjorie kehrt mit ihrem Mann und dem Kind in die Niederlande zurück, da sie eine Annäherung ihres Sohnes Bobby an seine Mutter Esther befürchtet, die wegen der Aufgabe ihrer Mutterrolle Gewissensbisse bekommen hat. Der Film endet im Jahr 2008 mit der Trauerfeier für Frank, bei der sich die gealterten Protagonisten wiedertreffen. In der Eingangsszene des Films ist zu sehen, wie Frank auf einer Fahrt durch seine Weinfelder am Steuer seines Wagens einen Herzinfarkt erleidet. Esther stellt während der Trauerfeier zu ihrer Erleichterung fest, dass ihr Sohn eine jüdische Frau geheiratet hat und ihre Enkelin Jüdin ist.

## Sonstiges
Drehbuchautorin Marieke van der Pol schrieb 2007 auch den Roman Bruidsvlucht, auf dem der Film basiert.
Nach fast 28-jähriger Pause war Bride Flight der erste niederländische Spielfilm, in dem Rutger Hauer wieder auftrat.
Der Film kam 2011 auch in englischer Sprache in den USA in die Kinos. Der Titelsong Miracle wurde geschrieben und gesungen von Ilse DeLange.

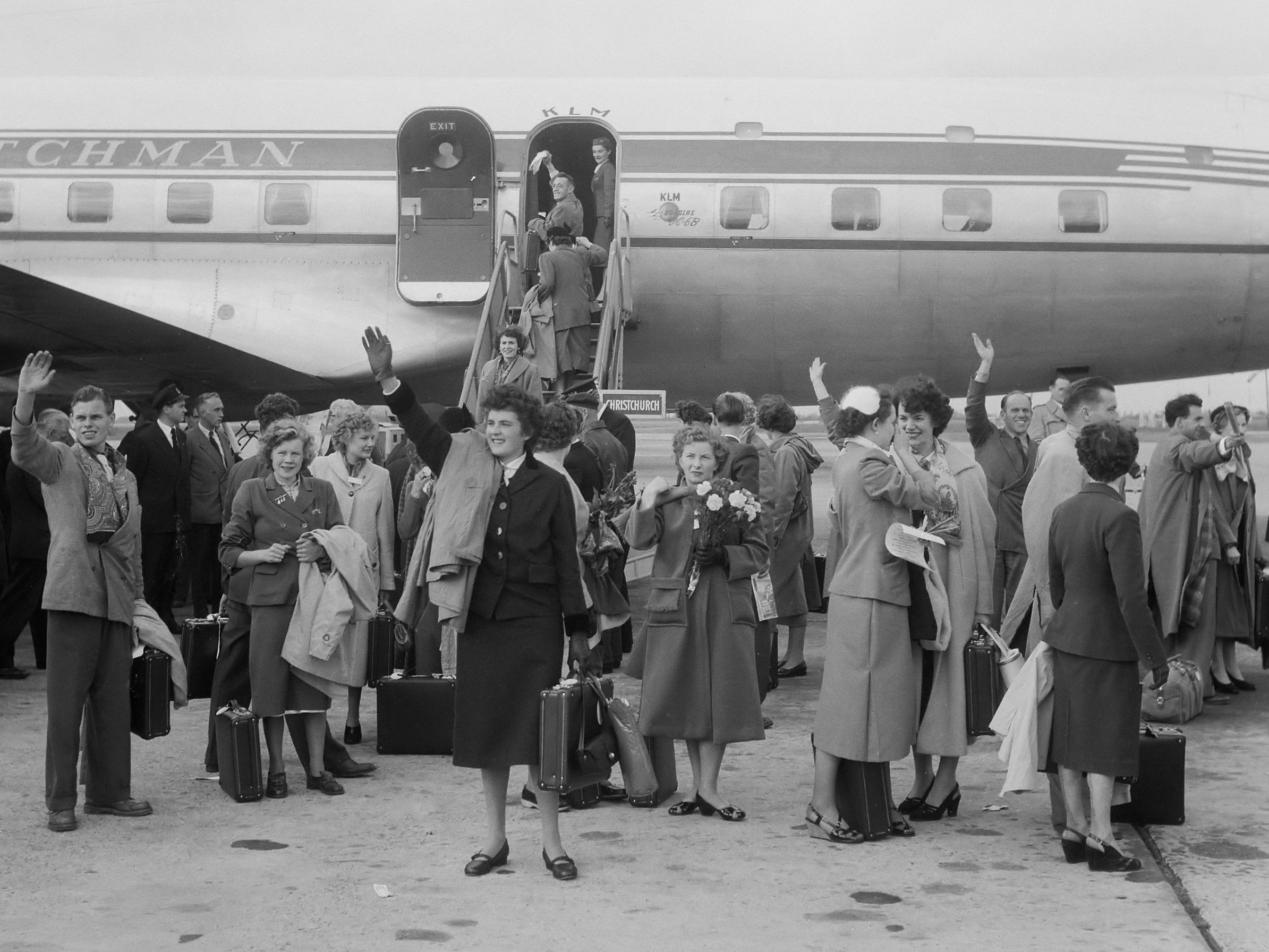
Douglas DC-6B der KLM am 2. Oktober 1953 beim Abflug von Schiphol nach London

Bride Flight findet teilweise während des London-Christchurch-Luftrennens statt. Dieses Rennen hat tatsächlich stattgefunden, die KLM hat daran teilgenommen und die Handicap-Sektion gewonnen. Im Flugzeug befanden sich etwa fünfzig Bräute.

## Synchronisation
Für das Dialogbuch und die Dialogregie war Dorothee Muschter im Auftrag der Berliner Synchron GmbH Wenzel Lüdecke zuständig.
| Rolle             | Darsteller/in                                   | Synchronsprecher/in                                |
| ----------------- | ----------------------------------------------- | -------------------------------------------------- |
| Frank             | Waldemar Torenstra (jung) Rutger Hauer (alt)    | Dennis Schmidt-Foß (jung) Thomas Danneberg (alt)   |
| Esther            | Anna Drijver (jung) Willeke van Ammelrooy (alt) | Maja Maneiro (jung) Beate Gerlach (alt)            |
| Esthers Assistent | Benjamin Farry                                  | Asad Schwarz                                       |
| Ada               | Karina Smulders (jung) Pleuni Touw (alt)        | Britta Steffenhagen (jung) Luise Lunow (alt)       |
| Marjorie          | Elise Schaap (jung) Petra Laseur (alt)          | Katharina Spiering (jung) Katharina Lopinski (alt) |
| Derk              | Micha Hulshof                                   | Christoph Banken                                   |